# René Lavocat
René Lavocat (Commercy, 24 agosto 1909 – Le Grau-du-Roi, 9 agosto 2007) è stato un paleontologo e geologo francese.
Lavocat è stato uno dei maggiori specialisti europei sui vertebrati fossili del XX secolo.
In particolare, si specializzò sui mammiferi, soprattutto quelli di piccola taglia.
Lavocat descrisse parecchi generi di dinosauri africani, tra i quali il Sauropode Rebbachisaurus.

## Biografia

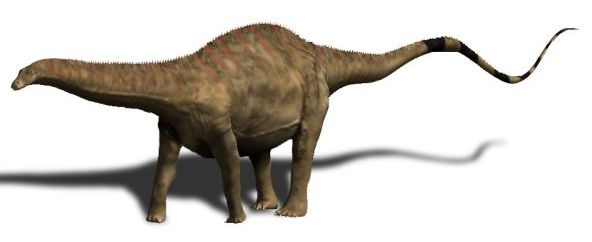
Ricostruzione di Rebbachisaurus

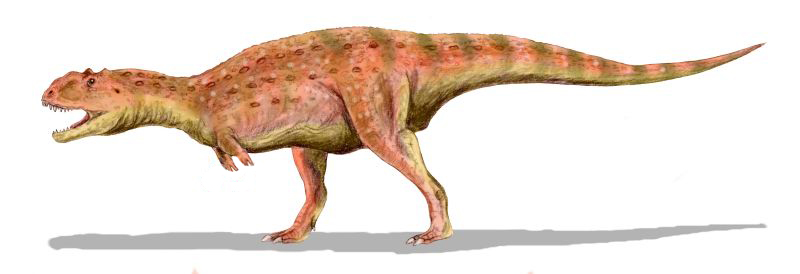
Ricostruzione di Majungasaurus crenatissimus

L'abate René Lavocat divenne paleontologo del Muséum national d'histoire naturelle di Parigi.
Sponsorizzato da Jean Piveteau, iniziò a lavorare sotto la direzione di Camille Arambourg e cominciò a pubblicare il suo lavoro sul gruppo di roditori durante la seconda guerra mondiale.

## Scoperte paleontologiche

### In Africa
Desideroso di intraprendere la ricerca paleontologica in Africa allo scopo di trovare mammiferi dell'Oligocene, l'abate René Lavocat, fortemente voluto e sostenuto dal Direttore del Laboratorio il professor Camille Arambourg, sollecitò e ottenne nel 1947 dal CNRS una missione, che lo avrebbe condotto nel deserto algero-marocchino.
Dopo aver effettuato un percorso a piedi (e con veicoli) di oltre 10 000 km fra le hammada del confine algero-marocchino nel corso di tre inverni (1948-1949, 1949-1950 e 1950-1951), egli non trovò i mammiferi oligocenici ricercati, bensì una ricca fauna di vertebrati del Cretaceoche, tra i quali probabilmente alcuni Spinosauridae.
La sua prima pubblicazione su questa fauna risaliva al 1948 sulla rivista Comptes Rendus Sommaires de la Société géologique de France, dove illustrava la scoperta di un importante giacimento di rettili (dinosauri e coccodrilli) e di pesci, nello strato corrispondente al Cretaceo della Hammada di Guir.
Una seconda pubblicazione apparve nel 1949 nella stessa rivista, in cui Lavocat estese il giacimento fino al sudovest di Kem Kem e localizzò con precisione parecchi giacimenti particolarmente ricchi di una fauna che era simile in tutti i siti.
Dopo aver pubblicato altre note riguardanti la Geologia e l'età delle hammada del Marocco meridionale, nel 1951 menzionò la scoperta di un grande dinosauro sauropode risalente al Cretaceo non lontano dallo Uadi Bou Haïara, ai piedi del versante sud della Gara Sbâa.
Nel corso dell'inverno 1951-1952, ritornò a esplorare questo giacimento e completò, grazie ai mezzi e al personale messo a sua disposizione dal Servizio Geologico del Marocco, lo scavo del giacimento di dinosauri.
Questo giacimento non era che una piccola lente fossilifera, che fu rapidamente scavata, permettendo di portare alla luce solamente alcune ulteriori ossa.
Nel 1954 fece un resoconto delle scoperte compiute nei tre giacimenti di Kem Kem (Tabroumit, Kouah Trick e Gara es-Sbâa).